# Brad Dexter
Brad Dexter, geboren als Veljko Soso, (Goldfield (Nevada), 9 april 1917 - Rancho Mirage (Californië), 12 december 2002) was een Amerikaans acteur. Zijn ouders waren van Servische afkomst.
Hij was aanvankelijk bokser, maar na een kennismaking met het theater bleek dat zijn voorkeur te hebben. Hij ging het leger in tijdens de Tweede Wereldoorlog en kreeg werk in het cabaret dat speelde voor de troepen. Zijn artiestennaam was Barry Mitchell.
Na de oorlog deed hij ook mee in films en radiodrama's. John Huston ontdekte hem in een toneelstuk en nam hem aan voor de rol van de slechterik in The Asphalt Jungle (1950), onder zijn nieuwe naam Brad Dexter. In de jaren vijftig speelde hij diverse boeven in zowel drama's als westerns. Vooral zijn rol als een van de titelfiguren uit The Magnificent Seven (1960), naast onder anderen Steve McQueen, Charles Bronson en James Coburn, wordt herinnerd. Na de jaren zeventig hield hij zich meer bezig met produceren dan acteren.
Hij overleed op 12 december 2002 aan een longemfyseem.
- Biblioteca Nacional de España: XX1324190
- Bibliothèque nationale de France: cb139394915 (data)
- Gemeinsame Normdatei: 142101133
- International Standard Name Identifier: 0000 0000 8113 8319
- Library of Congress Control Number: no92022710
- Nationale Bibliotheek van Tsjechië: jo2003163169
- Nationale Bibliotheek van Israël: 987007334876605171
- Nederlandse Thesaurus van Auteursnamen: 073179221
- Système universitaire de documentation: 083269428
- Virtual International Authority File: 34647602
- WorldCat: E39PBJckKQC4pDdPHjkMMMM3wC